# Doing Time: Life Inside the Big House
Doing Time: Life Inside the Big House è un documentario del 1991 diretto da Alan Raymond candidato al premio Oscar al miglior documentario.